# 1-Méthyladénosine
La 1-méthyladénosine (m1A) est un nucléoside dont la base nucléique est la 1-méthyladénine, un dérivé méthylé de l'adénine, l'ose étant le β-D-ribofuranose. Elle est présente naturellement dans certains ARN de transfert et ARN ribosomiques ; un résidu de m1A se trouve par exemple dans le bras TΨC de l'ARNtPhe :

ARNt de phénylalanine chez la levure. La 1-méthyladénosine est notée m1A.